# アルパ (商業施設)

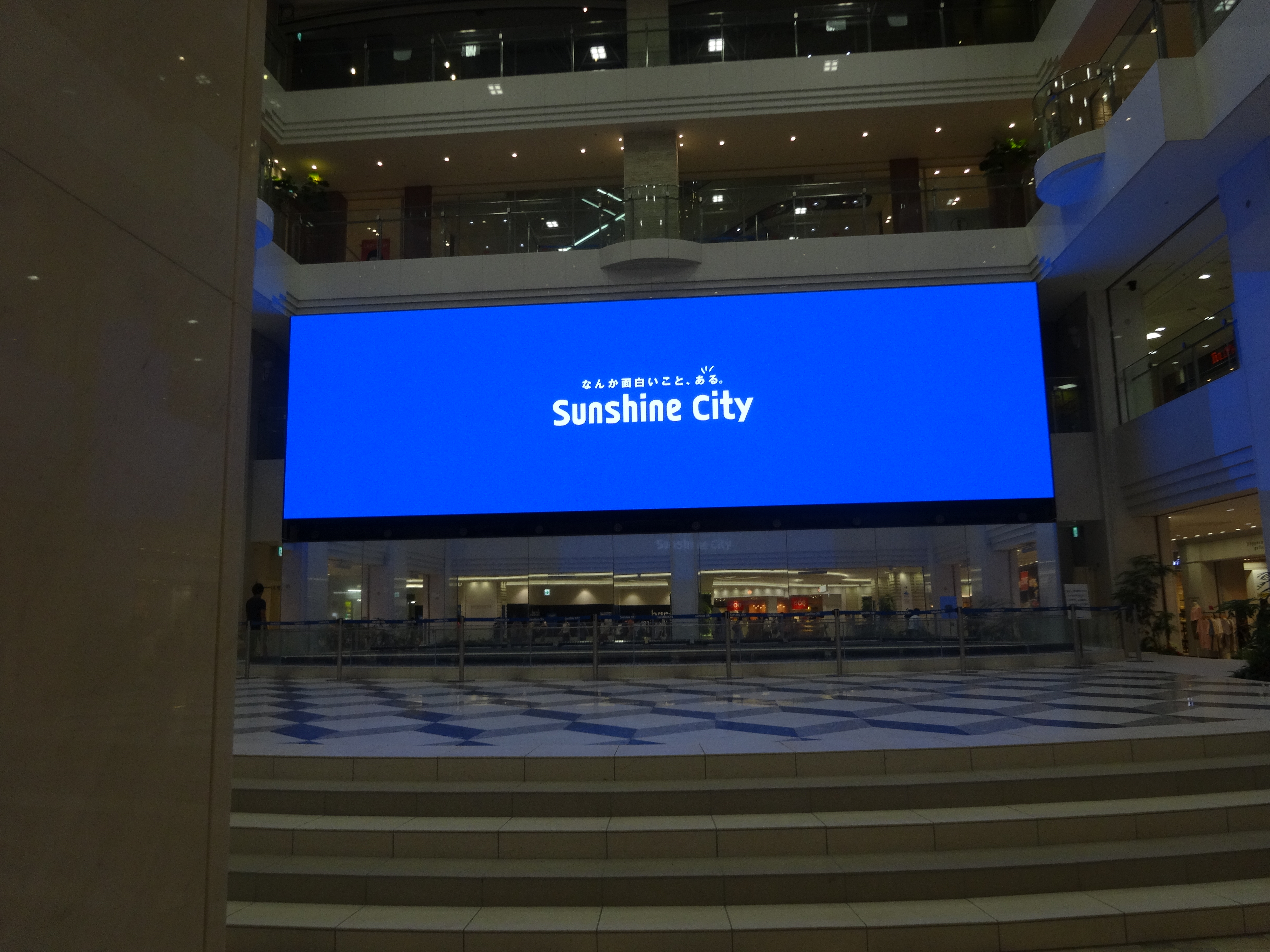
噴水広場（2016年）

専門店街アルパ（せんもんてんがいあるぱ、alpa）は、東京都豊島区東池袋のサンシャインシティ内地下1階〜地上3階にある専門店街。

## 概要
地下にあるイベントスペース「サンシャインシティ噴水広場」を中心に、幅広いジャンルの約180の店舗がある。和洋中やエスニック料理が揃ったレストラン街から、コンビニエンスストアや郵便局、幼児教室などもある。
若者のファッションや流行の発信基地にもなっており、家族連れ客も多い。なお、同じくサンシャインシティ内にある三越系の「アルタ (ALTA)」とは無関係である。